# Enkratité
Enkratité (řecky ἐγκράτεια „zdrženlivost“) byli stoupenci rozšířeného a různorodého asketického hnutí působícího v raném křesťanství od konce 2. století až do konce 3. století. Usilovali o duchovní zdokonalení pomocí úplného odmítání masa a vína a také sexuální abstinence. Víno často nahrazovali vodou i při slavení eucharistie (tzv. hydroparastaté).

## Popis
Stará církev se během 3. století vyvinula od menšiny k masovému hnutí. To vedlo ke zvýšené askezi a úsilí o posvěcení života u některých křesťanů, kteří se chtěli nadále jako věřící odlišovat od světa kolem sebe.
Enkratité nevznikli jako uzavřené heretické hnutí nebo frakce, ale byli souborem různých asketických proudů a skupin v rámci velmi širokého názorového spektra rané církve. Již ve druhé polovině druhého století v okruhu syrského teologa Taciána (zemřel kolem roku 170) došlo k přísnému odmítnutí starověké řecké kultury, která byla ztotožněna se smyslností a amorálností. Teze z 19. století, že Taciánovo učení stojí za vznikem hnutí enkratitů, je však od počátku 20. století považována za překonanou.
Kvůli podobným formám askeze některých gnostických skupin, které považovaly hmotu za zlý princip, byli enkratité někdy považováni za součást gnoze. S ní sdíleli podobný, vůči sexualitě nepřátelský, výklad příběhu o stvoření člověka z knihy Genesis, který připomíná pozdější manicheismus a jeho vliv na sv. Augustina. Jako označení hereze používali slovo enkratité téměř výhradně řecky a latinsky mluvící teologové. V Sýrii byl tento postoj připisován spíše církevním křesťanům, zatímco gnostické skupiny, jako byli Bardaisanovi stoupenci, odmítaly asketismus, takže se předpokládá, že syrské křesťanství bylo ve svých prvních stoletích enkratické. Odnoží syrských enkratitů byli messaliáni, kteří pak pomohli utvářet mnišství.

## Prameny
Asketický ideál křesťanských skupin 2. a 3. století, z něhož později vzešli předchůdci mnišství, je zdokumentován ve dvou anonymních textech, Skutcích Tomášových a spisu O panenství, sbírce (pravděpodobně fiktivních) dopisů. V textu O panenství se jako cíl křesťanské askeze definuje andělům podobný život v co největší shodě s Kristem. Je cítit oddělení pravých věřících, které lze poznat podle přísné askeze, a ostatních věřících, kteří nenásledují Krista a nepřijímají jeho způsob života. 
Enkratité měli specifický výklad příběhu o stvoření. Sexualita je podle nich důsledkem pádu člověka, popsaného ve třetí kapitole knihy Genesis, a činí lidi rovné zvířatům. Toto pojetí biblické antropologie vedlo k postojům, které byly silně kritické vůči manželství. Proti nim se raná církev stavěla, ale zároveň přispěly k rozvoji celibátu v dobách vzniku mnišství.